# David Charles Abell
David Charles Abell (Jacksonville, 1958) è un direttore d'orchestra e musicologo statunitense.
Attivo in campo sinfonico, operistico e del teatro musicale, Abell è considerato uno dei migliori interpreti della musica di Stephen Sondheim.

## Biografia
Nato a Jacksonville, Abell è cresciuto a Filadelfia e Chicago, dove ha studiato musica e canto, imparando a suonare la viola, il piano, l'organo e la tromba. In qualità di membro del Berkshire Boy Choir, Abell fu uno dei coristi della prima mondiale della Messa di Leonard Bernstein, commissionata da Jacqueline Kennedy. Nel 1976 entrò a Yale, dove studiò sotto la supervisione di John Mauceri, per poi perfezionarsi con Nadia Boulanger al Conservatorio americano di Fontainebleau. Successivamente ha proseguito gli studi alla Los Angeles Philharmonic Institute con Bernstein e alla Juilliard School dal 1983 al 1985 sotto la supervisione di Sixten Ehrling. Abell ha fatto il suo debutto professionale dirigendo l'orchestra per la Messa di Bernstein al Deutschlandhalle di Berlino nel 1982. L'anno seguente sostituì all'ultimo momento il suo maestro John Mauceri per dirigere Il giro di vite all'Opera Nazionale di Washington. Nel 1985 ha fatto il suo debutto alla New York City Opera con Il Mikado di Gilbert & Sullivan, mentre nel 1989 conduce Carmen alla San Francisco Opera. Nel 1994 tornò alla New York City Opera per condurre Il Barbiere di Siviglia a New York e nella tournée statunitense. 
Nel 1996 Abell si è trasferito a Londra e da allora ha cominciato a dirigere orchestre britanniche ed europee con grande regolarità, incluso la London Philharmonic Orchestra, The Hallé, City of Birmingham Symphony Orchestra, l'Orchestra Sinfonica di Bournemouth, l'Orchestra Sinfonica Islandese, la BBC National Orchestra of Wales e la BBC Concert Orchestra. Nel 1995 aveva cominciato a dirigere per il teatro musicale con il concerto per il decimo anniversario de Les Misérables alla Royal Albert Hall. Nel 2010 ha diretto l'orchestra per il concerto per il venticinquesimo di Les Misérables, oltre a condurre l'orchestra della BBC per le celebrazioni per l'ottantesimo compleanno di Stephen Sondheim a The Proms. Dal 2010 al 2011 ha diretto l'orchestra del musical di Andrew Lloyd Webber Love Never Dies in scena all'Adelphi Theatre del West End e tra il 2011 ed il 2014 ha diretto l'orchestra per ogni edizione dei Laurence Olivier Awards. Sempre tra il 2011 ed il 2014 ha diretto l'orchestra del Théâtre du Châtelet di Parigi per quattro prime francesi dei musical di Stephen Sondheim Follies, Sweeney Todd, Sunday in the Park with George ed Into the Woods. Ha anche diretto l'orchestra dell'English National Opera per edizioni semisceniche del musical Sweeney Todd con Emma Thompson e Bryn Terfel nel 2015 e di Carousel con Alfie Boe e Katherine Jenkins nel 2017.